# Balázstelke község
Balázstelke község (románul: Comuna Blăjel) község Szeben megyében, Romániában. Központja Alsóárpás, beosztott falvai Kalibák és Pócstelke.

## Fekvése
Szeben megye északi részében, a Küküllőmenti-dombvidéken helyezkedik el, Medgyestől 8, Dicsőszentmártontól 15 kilométerre. Szomszédai: északon Dicsőszentmárton, délen Medgyes, keleten Darlac, nyugaton Bázna. A községen áthalad a Medgyest Radnóttal összekötő DN14A főút.

## Népessége
1850-től a népesség alábbiak szerint alakult:
| Lakosok száma | 1637 | 1879 | 2260 | 2121 | 2901 | 3188 | 2496 | 2474 | 2284 | 1967 |
|               | 1850 | 1880 | 1900 | 1920 | 1941 | 1977 | 1992 | 2002 | 2011 | 2021 |

A 2011-es népszámlálás adatai alapján a község népessége 2284 fő volt, melynek 66,55%-a román, 17,43%-a roma és 11,82%-a magyar. Vallási hovatartozás szempontjából a lakosság 77,63%-a ortodox, 11,25%-a református, 3,5%-a görög rítusú római katolikus és 2,63%-a hetednapi adventista.

## Nevezetességei
A község területén nincsenek műemlékek.